# Géolinguistique
La géolinguistique peut être comprise comme une branche de la linguistique ou de la géographie humaine. Les approches de la géolinguistique impliquent l'étude de la dialectologie et des caractéristiques linguistiques régionales.
Une tradition académique concernant la géolinguistique en tant que branche de la linguistique reconnaît ouvertement le rôle que la cartographie peut jouer dans la recherche linguistique en considérant les termes de « géographie dialectale », « géographie linguistique », et de « géographie des langues » comme étant synonymes de « géolinguistique ». Cette identification de la géolinguistique avec la cartographie linguistique apparaît dans un large éventail de langues, notamment le chinois, le français, le japonais, le russe et l'espagnol. En allemand, outre une identification de la géolinguistique avec les termes Sprachgeographie (géographie de la langue) et Dialektgeographie (géographie dialectale), le terme Areallinguistik (« linguistique aréale ») apparaît également comme synonyme.
Une deuxième tradition linguistique est celle de l'American Society of Geolinguistics (en), qui interprète la géolinguistique comme « une discipline académique impliquant l'analyse et les implications de la localisation géographique, de la distribution et de la structure des variétés linguistiques dans un cadre temporel, soit de manière isolée, soit en contact et/ou en conflit les unes avec les autres, conçue à l'origine par Mario Pei comme étant une branche de la linguistique qui serait utilisée pour faire des recherches orientées vers les objectifs sur des questions linguistiques réelles et où les approches interdisciplinaires seraient acceptables ». De plus, la déclaration de mission de la Society mentionne la collecte et la diffusion de « connaissances actualisées concernant les langues, dialectes et autres variétés linguistiques du monde actuel dans le contexte de leur distribution et de leur utilisation, de leur importance pratique relative, de leur utilité perçue et de leur disponibilité réelle d'un point de vue économique, politique et culturel, de leurs affiliations et relations génétiques, historiques et géographiques, et de leur identification et de leur utilisation sous forme orale et écrite ». Est également souligné l'intérêt de la Society pour « la géographie linguistique, les langues en contact et en conflit, la planification et la politique linguistiques, l'éducation linguistique et les aspects plus larges de la sociolinguistique ».
Il existe encore deux autres organisations géolinguistiques importantes dont les pratiques de dénomination et/ou de traduction impliquent une certaine reconnaissance de l’importance traditionnelle que les dialectologues ont attachée au rôle de la cartographie linguistique comme outil d’analyse linguistique. Il s'agit de la Société asiatique de géolinguistique du Japon et, en Europe, de la Société internationale de dialectologie et de géolinguistique.